# 薬師堂町

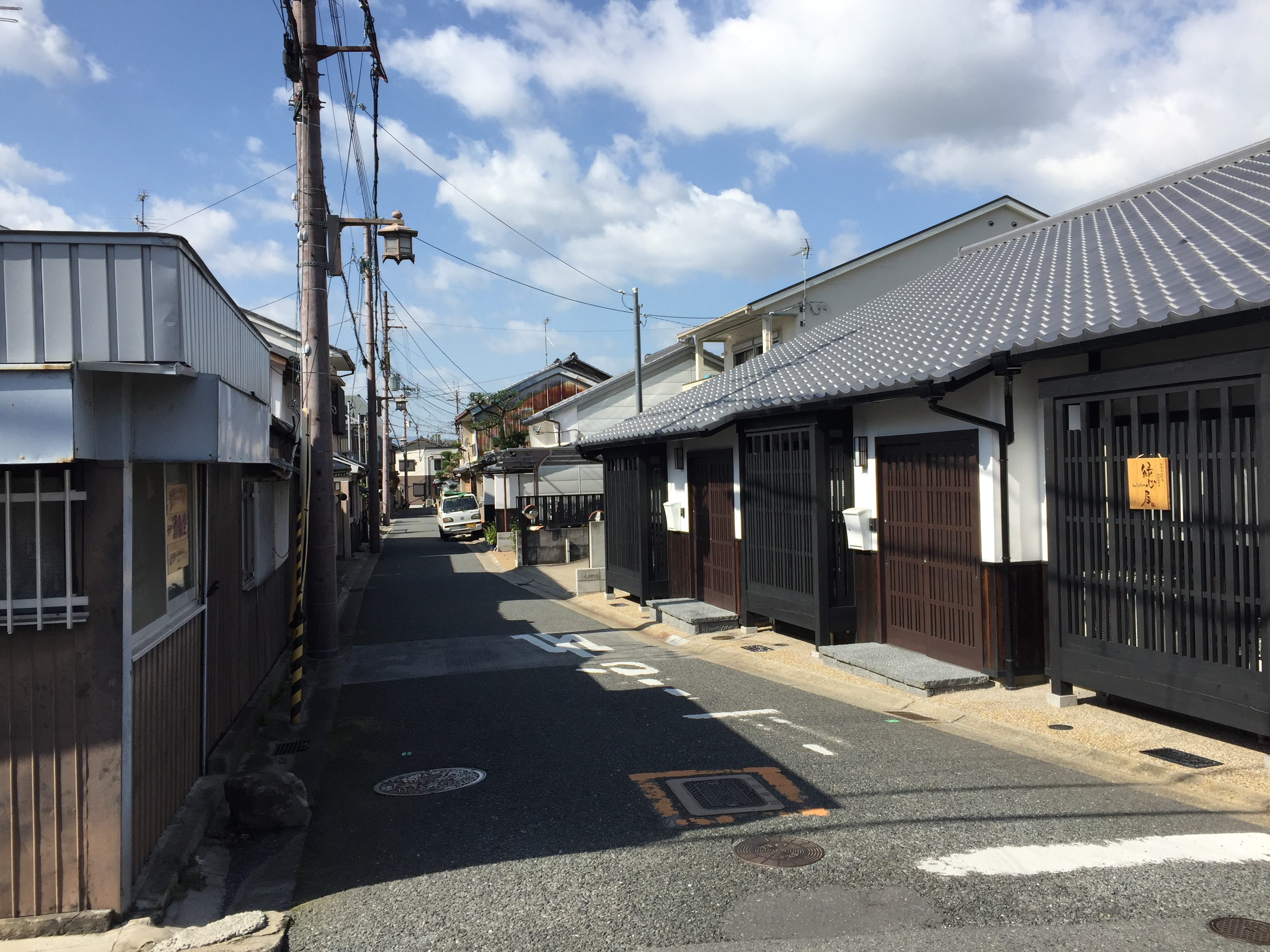
薬師堂町の街並み

薬師堂町（やくしどうちょう Yakushidō-chō）は、奈良県奈良市の中央部、市街地の中央部に位置する地区である。郵便番号は630-8321。

## 地理
奈良市の中央部、市街地の中央部に位置する。東西と南北に交わる道路に沿って住宅が並んでいる地域。西端には御霊神社がある。北は芝新屋町、毘沙門町、東は十輪院町、南は川之上町に隣接している。

## 歴史
町名の由来は、元興寺より周辺の町に仏像が領与された際、大日如来像と薬師如来像がこの町に設置され、薬師堂ができたことによる。
しかし現在、薬師如来像は鳴川町の徳融寺に安置されている。
現在は毎年7月12日にこの薬師如来像をおまつりした夏祭りを町内で行っている。

## 施設
- 御霊神社
- トミー犬猫病院
- ネオ奈良町
- リストランテリンコントロ

## 小・中学校の学区
奈良市立飛鳥小学校、および奈良市立飛鳥中学校の学区に属する。 

## 交通
近鉄奈良駅から徒歩約16分。